# Zen X Four
Zen X Four è un album live dei Bush, band Post grunge inglese, composto da un CD e da un DVD che contiene gran parte dei video musicali della band. La copertina con le fotografie e il logo dell'album sono state riprese dal loro secondo album, Razorblade Suitcase.

## CD
In questo disco sono contenute delle canzoni eseguite al live del "KROQ's Almost Acoustic Christmas" il 16 dicembre 1995.
1. Comedown (Acoustica) - 5:03
2. Glycerine (Acoustica) - 3:33
3. Everything Zen (Acoustica) - 5:10
4. Machinehead (Live) - 4:48
5. Comedown (Live)
6. "Bomb (Live - l'intro contiene una performance di "Good King Wenceslas")
7. Glycerine (Live)
8. Everything Zen (Live)
9. Little Things (Live) - 7:13

## DVD
1. Everything Zen
2. Little Things
3. Comedown
4. Glycerine
5. Machinehead
6. Swallowed
7. Greedy Fly
8. Cold Contagious
9. The Chemicals Between Us
10. Warm Machine
11. Letting the Cables Sleep

## Contenuti speciali
1. The Science of Things: About the Album
2. Making of the Video: The Chemicals Between Us

## Formazione (Componenti attuali)
- Gavin Rossdale - voce e chitarra
- Chris Traynor - chitarra (dal tour di Golden State in poi)
- Dave Parsons - basso
- Robin Goodridge - batteria